# کد اورنج
کد اورنج (انگلیسی: Code Orange) (با نام پیشین کد اورنج کیدز Code Orange Kids) یک گروه متال‌کور آمریکایی از پیتسبرگ، پنسیلوانیا است که در سال ۲۰۰۸ تشکیل شد.